# NCT Dream
Gli NCT Dream sono il terzo sottogruppo del gruppo musicale sudcoreano NCT sotto l'etichetta discografica SM Entertainment. Il gruppo composto da Mark, Renjun, Jeno, Haechan, Jaemin, Chenle e Jisung ha debuttato il 24 agosto 2016 con il singolo Chewing Gum. Gli NCT Dream al debutto erano costituiti solo da membri teenager (con un'età media di 15 anni) e da qui il concept giovanile e spensierato. Successivamente, al compimento della maggiore età di alcuni membri, il concept è stato modificato.
Al momento della formazione, il gruppo degli NCT Dream ha seguito il sistema di "diploma": ogni membro al compimento dei 20 anni in Corea (19 anni nel sistema internazionale) avrebbe lasciato il gruppo. Il 31 dicembre 2018, Mark ha abbandonato quindi il gruppo. Nell'aprile del 2020 la SM Entertainment ha annunciato il ritorno di Mark e l'abbandono di questo sistema, rendendo gli NCT Dream un gruppo fisso, in cui i 7 membri originari potranno, in diverse combinazioni, partecipare all'attività musicale del gruppo.
Gli NCT Dream sono gli unici artisti coreani ad essere apparsi sulla lista "21 Under 21" di Billboard, nel 2018 e nel 2019, prima al 20° e poi al 13º posto. Sono stati nominati da Time tra i "25 adolescenti più influenti".
Hanno pubblicato tre album con due rispettivi album repackage, 6 EP in Corea, 6 singoli in Corea e 2 in Giappone.

## Storia

### Formazione
Prima del debutto del gruppo, alcuni dei membri erano già coinvolti nell'industria dell'intrattenimento.  Jeno aveva girato vari spot pubblicitari da bambino. In precedenza Jisung era anche un attore bambino con ruoli in film come Boys, Be Curious (2012), No Cave (2013) e Go, Stop, Murder (2013) e un membro della Poppin' Hyun Joon Kids Crew. Chenle era attivo sulla scena musicale cinese come cantante bambino; ha pubblicato tre album, è stato il protagonista di un concerto da solista in Cina e ha partecipato a programmi cinesi, tra cui China's Got Talent.
Mark è stato il primo membro a unirsi a SM Entertainment nel 2012, dopo aver superato le SM Global Auditions in Canada. Haechan è stato scelto per SM Saturday Open Casting Audition nel 2013, Jisung e Jeno sono stati scelti attraverso il sistema di casting dell'azienda e Jaemin è stato scelto per strada dal personale mentre faceva lavoro di volontariato e ha superato con successo le audizioni. Nel luglio 2015, Renjun è stato scelto per le SM Global Auditions in Cina. Chenle è stato l'ultimo membro ad essere scelto, nel 2016, solo tre mesi prima del debutto degli NCT Dream.
Mark, Jeno, Haechan, Jaemin e Jisung facevano precedentemente parte degli SM Rookies, un team di tirocinanti pre-debutto sotto SM Entertainment.  Come parte di SMRookies, nell'ottobre 2014, sono apparsi in Exo 90:2014 prodotto da Mnet, uno spettacolo con i compagni di etichetta Exo, dove si esibiscono in balli su canzoni K-pop degli anni '90.  Da luglio a dicembre 2015, i cinque ragazzi sono stati Mouseketeers al The Mickey Mouse Club di Disney Channel Korea, dove si sono esibiti in musica e balli, hanno giocato e hanno partecipato a scenette. Gli SM Rookies Boys alla fine hanno tenuto il loro concerto, lo SMRookies Show, che si è svolto a Seoul nel settembre 2015 e successivamente si è esteso a Bangkok, in Thailandia, nel febbraio 2016.
Gli NCT sono stati annunciati per la prima volta nel gennaio 2016 da Lee Soo-man in una presentazione che delineava i piani per un gruppo che avrebbe debuttato con diverse sottounità in tutto il mondo. Mark aveva precedentemente debuttato con la prima unità del gruppo, gli NCT U a rotazione, il 4 aprile 2016. Il 7 luglio dello stesso anno, sia Mark che Haechan hanno debuttato nella seconda sottounità degli NCT, gli NCT 127 con sede a Seoul. Hanno debuttato di nuovo con cinque nuovi membri - Renjun, Jeno, Jaemin, Chenle e Jisung - come NCT Dream, la terza sottounità degli NCT, che ha debuttato il 18 agosto 2016.

### 2016-2017: debutto, The First e We Young
Gli NCT Dream debuttano il 25 agosto 2016 con la canzone Chewing Gum e fanno la loro prima apparizione in TV nello show M Countdown della rete televisiva coreana Mnet il 25 agosto.
Il 1º febbraio 2017 viene annunciato il primo EP e la pausa di Jaemin a causa di problemi di salute. il 9 febbraio viene pubblicato l'album The First, da cui viene estratto il singolo My First and Last, con il quale il gruppo vince il primo posto durante il centesimo episodio dello show The Show sulla rete televisiva SBS (rete televisiva), vincendo il primo show musicale tra le sub-unit degli NCT.
Il 15 marzo pubblicano la canzone Trigger the Fever, come ambasciatori per la FIFA World Cup Under 20 2017.
il 17 agosto viene pubblicato il loro primo EP We Young.
Pubblicano la canzone natalizia Joy il 15 dicembre nel progetto SM Nation.

### 2018: NCT 2018: Empathy, We Go Up
La SM annuncia che gli NCT 127, NCT U e NCT Dream collaboreranno per il primo quarto del 2018 a promuovere il gruppo sotto il nome di NCT 2018. Il 4 marzo viene pubblicato il singolo Go, inserito nell'album NCT 2018: Empathy,in cui il concept del gruppo diventa più maturo.
Il 3 settembre viene pubblicato l'EP We Go Up, annunciato essere l'ultimo EP del membro Mark, che il 31 dicembre lascia il gruppo secondo il sistema del "diploma". Per l'occasione gli NCT Dream fanno uscire il 27 dicembre il singolo Candle Light, ultima canzone in cui partecipano i 7 membri originari.

### 2019: collaborazioni, We Boom
Il 6 giugno viene pubblicata la canzone Don't Need Your Love, in collaborazione con il cantante HRVY, che vede l'assenza di Haechan, impegnato nelle attività degli NCT 127.
Diventati ambasciatori della World Scout Foundation, pubblicano il singolo in inglese Fireflies e si esibiscono al ventiquattresimo World Scout Jamboree negli Stati Uniti.
il 26 luglio viene pubblicato l'EP We Boom, da cui viene tratto il singolo Boom. È il primo album degli NCT Dream in cui Mark è assente. Ottengono due vittorie con "Boom" nel programma The Show, il 6 agosto e il 20 agosto. We Boom diventa l'album più venduto degli NCT fino al 2019 e rende gli NCT Dream uno degli artisti con più vendite fisiche del 2019. Il gruppo ottiene nel 2019 il Premio Bonsang in occasione del trentaquattresimo Golden Disc Award e del Seoul Music Award 2020.
Da novembre a dicembre 2019 sono impegnati nel tour mondiale The Dream Show, con tre date a Seoul e due a Bangkok.

### 2020: The Dream, Reload, ritorno di Mark
Il 22 gennaio esce l'EP The Dream in Giappone, contenente tutte le tracce pubblicate fino ad allora in coreano.
Il grippo continua il The Dream Show tour in Giappone e nel Sud-est Asiatico.
Il 14 aprile viene annunciata l'uscita del nuovo EP Reload, con il singolo Ridin' per il 29 aprile con gli attuali sei membri.
La SM annuncia l'abolizione del sistema del "diploma" e il ritorno di Mark nel gruppo. Gli NCT Dream saranno una sub-unit fissa e i 7 membri originari avranno la possibilità di promuovere singoli e album sotto il nome di NCT Dream, ma potranno alternare la propria attività anche nelle altre sub-unit degli NCT (come accade con gli NCT U).
Dopo la pubblicazione dell'album, saranno i terzi sotto la SM a tenere un concerto online a causa della pandemia di COVID-19.
Il 10 maggio 2021 hanno pubblicato il loro primo album in studio Hot Sauce.
Il 28 giugno 2021 pubblicano l'album repackage Hello Future.
A fine anno si uniscono alle altre unit degli NCT per l'album Universe dove gli NCT DREAM per l'occasione cantano Dreaming.
Il 28 marzo 2022 esce il loro secondo album in studio dal nome Glitch Mode con l'omonimo singolo. Il 30 maggio seguente pubblicano il repackage intitolato Beatbox con 4 canzoni inedite.

## Membri[6]
- Mark(마크) (이마크 – Lee Mark) - Leader, rap, ballerino, voce (2016-2018, 2020-presente)

- Renjun(런쥔) (黄仁俊 – Huang Renjun) - voce, ballerino (2016-presente)

- Jeno(제노) (이제노 – Lee Jeno) - rap, ballerino, voce (2016-presente)

- Haechan(해찬) (이동혁 – Lee Donghyuk) - voce, ballerino (2016-presente)

- Jaemin(재민) (나재민 – Na Jaemin) - rap, ballerino, voce (2016-presente)

- Chenle(천러 (钟辰乐 – Zhong Chenle) - voce (2016-presente)

- Jisung(지성) (박지성 – Park Jisung)  - voce, ballerino, rap (2016-presente)

## Discografia[6]
- 2021 – Hot Sauce
- 2022 – Glitch Mode
- 2023 – ISTJ

### EP
- 2017 – The First
- 2017 – We Young
- 2018 – We Go Up
- 2019 – We Boom
- 2020 – The Dream
- 2020 – Reload
- 2022 – Candy
- 2024 – Dream()scape

### Riedizioni
- 2021 – Hello Future
- 2022 – Beatbox